# Złoty Puchar Nehru 2007
Złoty Puchar Nehru 2007 został rozegrany między 17 a 29 sierpnia 2007 na stadionie Ambedkar Stadium w Nowym Delhi w Indiach. W turnieju wzięło udział 5 drużyn:
1. Bangladesz
2. Indie
3. Kambodża
4. Kirgistan
5. Syria

## Faza grupowa
| Drużyna    | Pkt | M | Z | R | P | Strz. | Strac. | +/- |
| ---------- | --- | - | - | - | - | ----- | ------ | --- |
| Syria      | 12  | 4 | 4 | 0 | 0 | 14    | 4      | +10 |
| Indie      | 9   | 4 | 3 | 0 | 1 | 12    | 3      | +9  |
| Kirgistan  | 6   | 4 | 2 | 0 | 2 | 8     | 10     | -2  |
| Bangladesz | 1   | 4 | 0 | 1 | 3 | 1     | 7      | -6  |
| Kambodża   | 1   | 4 | 0 | 1 | 3 | 5     | 16     | -11 |

| 17 sierpnia 2007 15:00 CET | Indie · Naduparambil P. Pradeep 16' · Baichung Bhutia 45+4' (k) · Steven Dias 73' · Sunil Chetri 83' · Sunil Chetri 84' · Steven Dias 90' | 6-0 | Kambodża | Ambedkar Stadium, Nowe Delhi · Sędzia: P. Hetti Kamkanamge ( Sri Lanka) |
|                            | |     |          |                                                                         |

| 18 sierpnia 2007 15:30 CET | Bangladesz | 0-2 | Syria · Maher Al Sayed 48' · Zyad Chaabo 79' | Ambedkar Stadium, Nowe Delhi · Sędzia: A. Arjunan ( Indie) |
|                            |            |     |                                              |                                                            |

| 19 sierpnia 2007 15:30 CET | Kirgistan · Talant Samsaliev 12' · Bakyt Mamatov 17' · Ruslan Djamshidov 48' · Vadim Kharchenko 65' | 4-3 | Kambodża · Hok Sotitya 34' · Chan Rithy 40' · Chin Chum 43' | Ambedkar Stadium, Nowe Delhi · Sędzia: Srinivasan Suresh ( Indie) |
|                            | |     |                                                             |                                                                   |

| 20 sierpnia 2007 15:30 CET | Indie · Baichung Bhutia 5' | 1-0 | Bangladesz | Ambedkar Stadium, Nowe Delhi · Sędzia: Surendra Sikhrakar ( Nepal) |
|                            |                            |     |            |                                                                    |

| 21 sierpnia 2007 15:30 CET | Syria · Maher Al Sayed 7' · Zyad Chaabo 44' · Mohammed Al Zeno 70' · Ibrahim Al Hasan 82' | 4-1 | Kirgistan · Ali Dyab 13' (sam) | Ambedkar Stadium, Nowe Delhi · Sędzia: S. Suresh ( Indie) |
|                            |                                                                                           |     |                                |                                                           |

| 22 sierpnia 2007 15:30 CET | Bangladesz · Mohammed Abul Hussain 30' | 1-1 | Kambodża · Keo Kosal 90' | Ambedkar Stadium, Nowe Delhi · Sędzia: A. Arjunan ( Indie) |
|                            |                                        |     |                          |                                                            |

| 23 sierpnia 2007 15:30 CET | Indie · Sunil Chetri 13' · Krishnan Ajayan Nair 81' | 2-3 | Syria · Khaled Mansoor Al Baba 23' · Zyad Chaabo 45+1' · Zyed Chaabo 65' | Ambedkar Stadium, Nowe Delhi · Sędzia: Sikhrakar Surendra ( Nepal) |
|                            |                                                     |     |                                                                          |                                                                    |

| 24 sierpnia 2007 15:30 CET | Kirgistan · Hurshil Lutfullaev 28' · Hurshil Lutfullaev 54' · Ruslan Djamshidov 57' | 3-0 | Bangladesz | Ambedkar Stadium, Nowe Delhi · Sędzia: S Suresh ( Indie) |
|                            |                                                                                     |     |            |                                                          |

| 25 sierpnia 2007 15:30 CET | Kambodża · Teab Vadhanak 69' | 1-5 | Syria · Mohamed Al Zeno 25' · Zyad Chaabo 35' · Maher Al Sayed 51' · Aatef Jenyat 80' · Maher Al Sayed 86' | Ambedkar Stadium, Nowe Delhi · Sędzia: Pepera Hetti Kamkanamge ( Sri Lanka) |
|                            |                              |     | |                                                                             |

| 26 sierpnia 2007 15:30 CET | Indie · Baichung Bhutia 39' · Sunil Chetri 60' · Abhishek Yadav 90+3' | 3-0 | Kirgistan | Ambedkar Stadium, Nowe Delhi · Sędzia: Sikhrakar Surendra ( Nepal) |
|                            |                                                                       |     |           |                                                                    |

## Finał
| 29 sierpnia 2007 15:00 CET | Indie · Naduparambil P. Pradeep 44' | 1-0 | Syria | Ambedkar Stadium, Nowe Delhi · Sędzia: Sikhrakar Surendra ( Nepal) |
|                            |                                     |     |       |                                                                    |

| Zwycięzca Złotego Pucharu Nehru 2007 Indie 1. Tytuł |

## Strzelcy
| Zawodnik                       | Bramki | Reprezentacja | Klub                     |
| ------------------------------ | ------ | ------------- | ------------------------ |
| Zyad Chaabo                    | 5      | Syria         | Al-Jaish Damascus        |
| Maher Al Sayed                 | 4      | Syria         | Al-Wahda Damascus        |
| Sunil Chetri                   | 4      | Indie         | JCT FC                   |
| Baichung Bhutia                | 3      | Indie         | East Bengal Club Kolkata |
| Steven Dias                    | 2      | Indie         | Mahindra United Mumbai   |
| Naduparambil Pappachan Pradeep | 2      | Indie         | State Bank of Travancore |
| Mohammed Al Zeno               | 2      | Syria         | Al-Jaish Damascus        |
| Hurshil Lutfullaev             | 2      | Kirgistan     | ?                        |
| Ruslan Djamshidov              | 2      | Kirgistan     | ?                        |
| Krishnan Ajayan Nair           | 1      | Indie         | Mahindra United Mumbai   |
| Abhishek Yadav                 | 1      | Indie         | Mahindra United Mumbai   |
| Ibrahim Al Hasan               | 1      | Syria         | Afrin SC                 |
| Khaled Mansoor Al Baba         | 1      | Syria         | Al Taliya                |
| Aatef Jenyat                   | 1      | Syria         | Al-Karama Homs           |
| Talant Samsaliev               | 1      | Kirgistan     | Dordoy-Dinamo Naryn      |
| Bakyt Mamatov                  | 1      | Kirgistan     | ?                        |
| Vadim Kharchenko               | 1      | Kirgistan     | Dordoy-Dinamo Naryn      |
| Hok Sotitya                    | 1      | Kambodża      | ?                        |
| Chan Rithy                     | 1      | Kambodża      | Cambodia Army            |
| Chin Chum                      | 1      | Kambodża      | Koh Kong                 |
| Keo Kosal                      | 1      | Kambodża      | Khemera                  |
| Teab Vadhanak                  | 1      | Kambodża      | Hello United             |
| Mohammed Abul Hussain          | 1      | Bangladesz    | ?                        |

### Gole samobójcze
| Zawodnik | Reprezentacja | Przeciwnik |
| -------- | ------------- | ---------- |
| Ali Dyab | Syria         | Kirgistan  |